# Branded (serie televisiva)

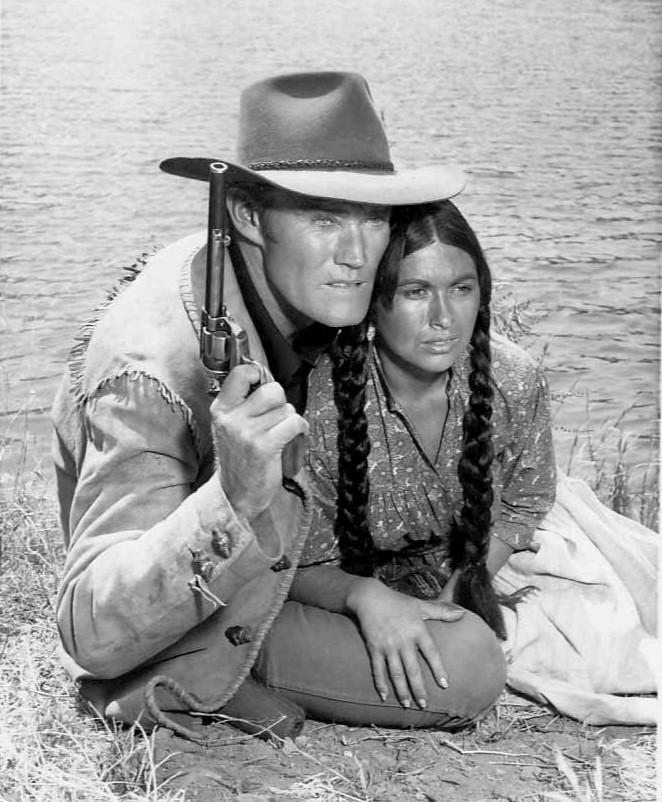
Chuck Connors e la comparsa Anna Morrell.

Branded è una serie televisiva statunitense in 48 episodi trasmessi per la prima volta nel corso di 2 stagioni dal 1965 al 1966.
È una serie del genere western che vede come interprete principale Chuck Connors.

## Trama
Un ex capitano di cavalleria dell'esercito degli Stati Uniti, Jason McCord, congedato dopo un'ingiusta accusa di codardia, vaga per il vecchio West aiutando i più deboli.

## Personaggi e interpreti

### Personaggi principali
- Jason McCord (48 episodi, 1965-1966), interpretato da Chuck Connors.

### Personaggi secondari
- Presidente Ulysses S. Grant (9 episodi, 1965-1966), interpretato da William Bryant.
- Generale Phil Sheridan (6 episodi, 1965-1966), interpretato da John Pickard.
- Generale Josh McCord (5 episodi, 1965-1966), interpretato da John Carradine.
- Lionel MacAllister (5 episodi, 1965-1966), interpretato da H. M. Wynant.
- James Swaney (4 episodi, 1965-1966), interpretato da Jim Davis.
- Joe Darcy (4 episodi, 1965-1966), interpretato da Willard Sage.
- Charlie Yates (4 episodi, 1965-1966), interpretato da Lee Van Cleef.
- Barista (4 episodi, 1965), interpretato da Pete Kellett.
- Daygan (4 episodi, 1965-1966), interpretato da Chuck Hamilton.
- Ann Williams (3 episodi, 1965-1966), interpretata da Lola Albright.
- Laurette Ashley (3 episodi, 1965-1966), interpretata da Kamala Devi.
- Generale George Armstrong Custer (3 episodi, 1966), interpretato da Robert Lansing.
- Jennie Galvin (3 episodi, 1966), interpretata da Kathie Browne.
- Chief Wateekah (3 episodi, 1965), interpretato da Michael Keep.
- Doc Shackley (3 episodi, 1965-1966), interpretato da Harry Harvey.
- Colonnello Harry S. Snow (3 episodi, 1965), interpretato da Jon Lormer.
- Gregory Hazin (3 episodi, 1966), interpretato da David Brian.
- Lathe (3 episodi, 1965-1966), interpretato da Alex Sharp.
- Jud Foley (3 episodi, 1965), interpretato da Don Collier.
- Deke (3 episodi, 1965-1966), interpretato da Charles Horvath.
- Chief Crazy Horse (3 episodi, 1966), interpretato da Michael Pate.
- Tenente Douglas Briggs (3 episodi, 1966), interpretato da Richard Tatro.
- Cole (3 episodi, 1965-1966), interpretato da Boyd 'Red' Morgan.
- Libby Custer (3 episodi, 1966), interpretata da Jacquelyn Hyde.
- Young Hawk (3 episodi, 1966), interpretato da Gary New.
- Angulia (3 episodi, 1965), interpretato da Montie Plyler.
- Elena (3 episodi, 1965), interpretata da Maja Stewart.
- Tenente Cable (3 episodi, 1966), interpretato da James Hurst.
- Aaron Shields (2 episodi, 1965), interpretato da Gary Merrill.
- Caporale Johnny Macon (2 episodi, 1965), interpretato da Greg Morris.
- Crispo (2 episodi, 1965), interpretato da Peter Breck.
- Rufus I. Pitkin (2 episodi, 1965), interpretato da J. Pat O'Malley.
- Renger (2 episodi, 1965-1966), interpretato da John Ireland.
- Kolyan (2 episodi, 1965), interpretato da Nico Minardos.
- Senatore Keith Ashley (2 episodi, 1966), interpretato da Peter Graves.
- Jordan Payne (2 episodi, 1965), interpretato da Tom Drake.
- John F. Parker (2 episodi, 1965-1966), interpretato da Chris Alcaide.
- Lisa (2 episodi, 1965), interpretata da Joan Huntington.
- Ray Hatch (2 episodi, 1965-1966), interpretato da Robert Q. Lewis.
- Sceriffo Gorman (2 episodi, 1965-1966), interpretato da Bing Russell.
- Robin Shields (2 episodi, 1965), interpretata da Ahna Capri.
- Buckrum (2 episodi, 1965), interpretato da Claude Hall.
- Bert Gibbons (2 episodi, 1965-1966), interpretato da Billy Beck.
- Andy Starrett (2 episodi, 1965), interpretato da Charles Maxwell.
- Frank Allison (2 episodi, 1965-1966), interpretato da James Anderson.
- Sceriffo (2 episodi, 1965), interpretato da Alan Baxter.
- Donegan (2 episodi, 1965-1966), interpretato da Bill Hickman.
- Miller (2 episodi, 1965-1966), interpretato da Michael Masters.
- Dottor Ben Coats (2 episodi, 1965), interpretato da Jay Jostyn.
- Dottor Felix Cueverra (2 episodi, 1966), interpretato da Carlos Rivas.
- Regan (2 episodi, 1965), interpretato da William Henry.
- Ab Beckett (2 episodi, 1965-1966), interpretato da Stuart Lancaster.
- Socorro Cueverra (2 episodi, 1966), interpretata da Margarita Cordova.
- Mr. Bolger (2 episodi, 1965-1966), interpretato da William Harlow.
- Cody Vance (2 episodi, 1965), interpretato da Robert F. Hoy.
- Timothy Galvin (2 episodi, 1966), interpretato da Vaughn Taylor.
- Hawkins (2 episodi, 1965), interpretato da Davis Roberts.
- Sergente Mayhew (2 episodi, 1965-1966), interpretato da Ted Jordan.
- Tenente John Pritchett (2 episodi, 1965), interpretato da Harry Carey Jr..
- Gunsmith (2 episodi, 1966), interpretato da Bruno VeSota.
- Toro Seduto (2 episodi, 1966), interpretato da Felix Locher.
- Brawler (2 episodi, 1965), interpretato da Chuck Hicks.
- Digby Popham (2 episodi, 1965), interpretato da Michael J. Pollard.

## Produzione
La serie, ideata da Larry Cohen, fu prodotta da Harris Katleman, Andrew J. Fenady, Larry Cohen e Cecil Barker per la Madison Productions, la Mark Goodson-Bill Todman Productions e la Sentinel Productions e girata a Thousand Oaks, nell'area di Vasquez Rocks (Vasquez Rocks Natural Area Park ad Agua Dulce), nel Kanab Movie Fort e nel Kanab Movie Ranch a Kanab, Utah, nei Paramount Studios a Hollywood, e nel Red Rock Canyon State Park a Cantil, California. Le musiche furono composte da Alan Alch.

### Registi
Tra i registi sono accreditati:
- Larry Peerce in 7 episodi (1965-1966)
- Harry Harris in 6 episodi (1965-1966)
- Lee H. Katzin in 6 episodi (1965-1966)
- Bernard McEveety in 6 episodi (1965-1966)
- Allen Reisner in 5 episodi (1966)
- Vincent McEveety in 4 episodi (1965)
- William Witney in 4 episodi (1966)
- Leonard Horn in 2 episodi (1965)
- Ron Winston in 2 episodi (1965)

### Sceneggiatori
Tra gli sceneggiatori sono accreditati:
- Larry Cohen in 48 episodi (1965-1966)
- Jameson Brewer in 8 episodi (1965-1966)
- John Wilder in 8 episodi (1965-1966)
- Jerry Ziegman in 8 episodi (1965-1966)
- Frank Chase in 5 episodi (1965-1966)
- Frederick Louis Fox in 4 episodi (1965-1966)
- Andrew J. Fenady in 2 episodi (1965-1966)
- Nicholas T. Rowe in 2 episodi (1965)
- Lou Shaw in 2 episodi (1965)
- Jerome B. Thomas in 2 episodi (1965)
- Chuck Connors in 2 episodi (1966)
- Frank Paris in 2 episodi (1966)
- Ken Trevey in 2 episodi (1966)

## Distribuzione
La serie fu trasmessa negli Stati Uniti dal 24 gennaio 1965 al 4 settembre 1966 sulla rete televisiva NBC.
Altre distribuzioni:
- in Germania Ovest il 30 settembre 1968
- in Francia il 25 giugno 1971
- in Spagna (Marcado)

## Episodi
| Stagione         | Episodi | Prima TV USA |
| ---------------- | ------- | ------------ |
| Prima stagione   | 16      | 1965         |
| Seconda stagione | 32      | 1965-1966    |

## Blade Rider, Revenge of the Indian Nations
Nel 1966 fu distribuito il film Blade Rider, Revenge of the Indian Nations composto dall'episodio, diviso e trasmesso in tre parti, Call to Glory (originariamente trasmesso il 27 febbraio, il 6 marzo e il 13 marzo del 1966). Oltre a Chuck Connors, i tre episodi vedono come protagonisti Burt Reynolds, Greg Morris, Lee Van Cleef, Noah Beery Jr., Kathie Browne, Robert Lansing, Michael Pate e Vaughn Taylor.